# Борго д'Онељија (Империја)
Борго д'Онељија је насеље у Италији у округу Империја, региону Лигурија.
Према процени из 2011. у насељу је живело 281 становника. Насеље се налази на надморској висини од 97 м.